# 陪審團 (電視劇)
《陪審團》（英語：The Jury）是2002年播出的英國電視連續劇（2011年推出第二季）。該劇是第一部獲准在歷史悠久的奧卑利內拍攝的劇集。

## 劇情

### 第一季
一名15歲男孩約翰·馬赫 (John Maher) ，在上學的路上被殺害的事件震驚了全國，男孩的一名錫克人的同學杜文德·辛格 (Duvinder Singh) 被指控謀殺馬赫。這次審判充滿抗議和媒體猜測，12名陪審員聚集在一起，做出整個國家都在等待的決定。

陪審員包括：查爾斯（Charles），一位離開神學院去尋找失去愛情的年輕人；艾爾西（Elsie），一個快要死的孤獨老婦人；約翰尼（Johnny），一個正在戒酒的酒鬼；羅絲（Rose），一位美麗的女人，在她丈夫車禍後變得偏執；傑洛米（Jeremy），曾經是一位富有的家庭男人，在一次錯誤的投資中被朋友欺騙而損失了所有的錢；彼得（Peter），一位想在審判中成為一名優秀且公正的陪審員，但卻遭到也想要參與其中的岳父母的圍攻和影響；瑪西婭（Marcia）是一位單身母親，在擔任陪審員的期間被迫讓母親重新回到她的生活中。

### 第二季
第二季與第一季完全無關，於2011年播出。故事是有關艾倫·萊恩 (Alan Lane) 的重審，他五年前因謀殺三名婦女而被定罪，這三名婦女是通過互聯網約會網站認識的。大律師約翰·馬洛里（John Mallory）代表檢方；大律師艾瑪·沃茨（Emma Watts）擔任辯護方。陪審員包括保羅·布里爾利（Paul Brierly)，他是一位照顧母親的單身男子；凱瑟琳·布爾莫爾（Katherine Bulmore）是一名教師，與一名17歲學生有染；塔希爾·塔卡納（Tahir Takana）是一名從蘇丹移民正在等待簽證前往美國與他的兄弟團聚；露西·卡特賴特（Lucy Cartwright)，為女商人特蕾莎·韋斯特里（Theresa Vestry）的助手，接替特蕾莎擔任陪審團成員；拉希德（Rashid）是一位安靜的年輕人，患有阿斯伯格綜合症，他與父母住在一起；克里斯蒂娜·班福德（Kristina Bamford），一位孤獨的女人； 安·斯凱爾斯（Ann Skailes）：一名虔誠的基督徒。

## 第二季
在2010年愛丁堡國際電視節上，獨立電視網宣布推出另一部連續劇《陪審團》，同樣由彼得·摩根編劇。這部由五部分組成的劇集是由戲劇導演勞拉·麥基（Laura Mackie）和戲劇總監莎莉·海恩斯（Sally Haynes）委託製作的，英國獨立電視網，將其描述為「一部以人物為基礎的電視劇，聚焦在發現自己處於當時最具爭議的刑事重審之一的普通人。」

## 電影改編
福克斯2000影業於2007年購買了《007量子危機》的版權後，導演馬克·福斯特已計劃執導該劇的美國改編版。福斯特在看過彼得·摩根的戲劇《法拉格特北》後，聘請博·威利蒙來改編他的劇本。

## 迴響

### 第二季
第二季第一集吸引了620萬名觀眾，佔電視觀眾總數的24%，高於ITV1通常晚上9點時段平均觀眾人數540萬人。另有202,500人在ITV1+1上觀看。

## 外部連結
- 互联网电影数据库（IMDb）上《The Jury》的资料（英文）
- 互联网电影数据库（IMDb）上《The Jury II》的资料（英文）
- 互联网电影数据库（IMDb）上《The Jury (film)》的资料（英文）